# Football Club Wageningen
Il Football Club Wageningen è stato un club calcistico dei Paesi Bassi, con sede a Wageningen, nella provincia della Gheldria.

## Storia
La squadra venne fondata il 27 agosto 1911. Dal 1924 al 1955 ha militato nella massima serie nederlandese, quando il campionato era strutturato in più gironi a base geografica. Nel 1939 si aggiudica il suo primo trofeo, battendo in finale della coppa nazionale il PSV. Nel 1948 si aggiudicherà la sua seconda KNVB beker, battendo nella finale dell'edizione 1947-1948, la prima dal termine della seconda guerra mondiale, il DWV. Dopo le riforme del campionato avvenute dopo il 1955 la squadra si trovò a militare nelle serie inferiori.
Grazie alla vittoria della Tweede Divisie 1967-1968 la squadra ottiene la sua prima promozione in serie cadetta.
Nella stagione 1974-1975 disputa la sua prima stagione nella massima serie olandese a girone unico, chiusa però al diciottesimo ed ultimo posto, che ne conseguì il ritorno in cadetteria.

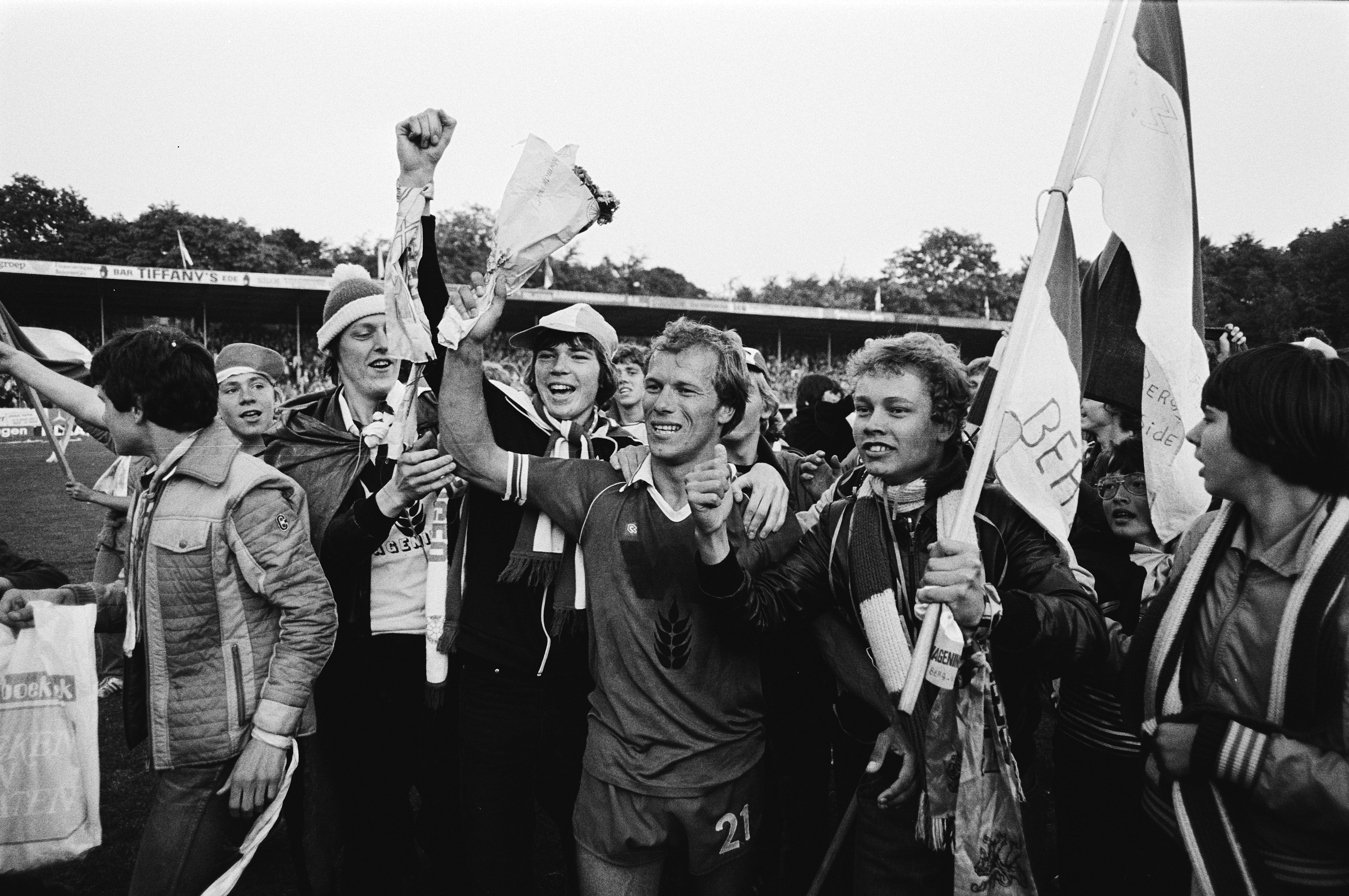
I giocatori del FC Wageningen festeggiano la promozione al termine della stagione 1979-1980

La squadra tornò in massima serie nella stagione 1980-1981, chiudendo però il campionato nuovamente al diciottesimo e ultimo posto, tornando nuovamente nella serie cadetta.
Nel 1990 la squadra entra in crisi economica, accumulando un debito di quasi un milione di fiorini olandesi. René de Vroomen e lo sponsor Schoenenreus intervennero per salvare la società, riuscendo a diminuire il debito, facendo sperare la tifoseria in un possibile salvataggio della squadra, ma successivamente la Federazione calcistica dei Paesi Bassi punì la squadra con una pesante multa di duecentomila fiorini per aver superato il budget concesso nella stagioni 1988-1989 e 1989-1990. Questo evento affossò definitivamente ogni possibilità di salvezza della società.
Il Wageningen venne dichiarato fallito il 4 marzo 1992 ed i successivi tentativi di salvare il club nei mesi seguenti non andarono a buon fine e la squadra dovette chiudere i battenti definitivamente. La sua tradizione sportiva venne idealmente continuata dal club amatoriale del WVV Wageningen.

## Strutture

### Stadio

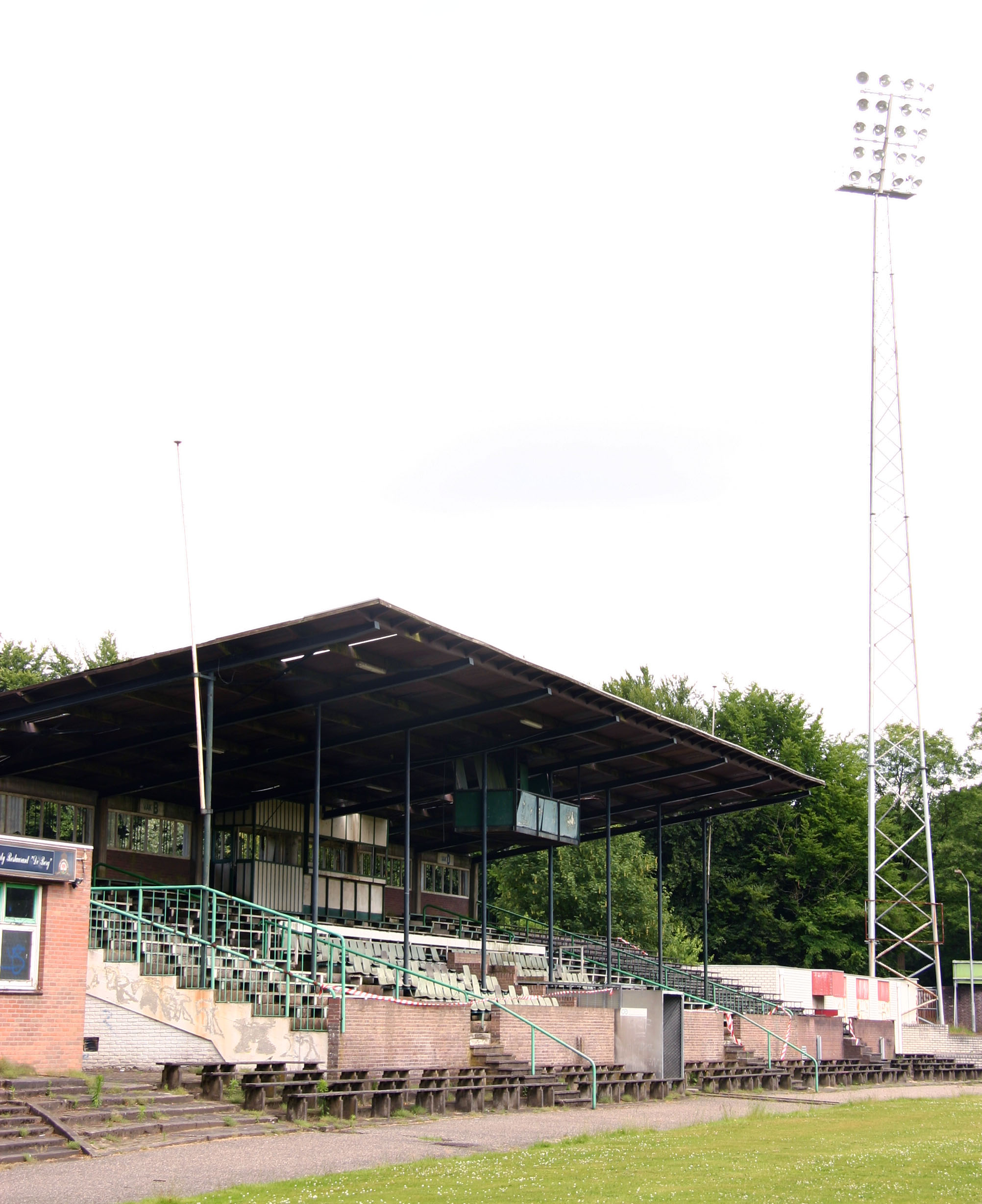
Il Wageningse Berg

Il FC Wageningen giocò sino al suo fallimento nel Wageningse Berg.

## Palmarès

### Competizioni nazionali
- Coppa dei Paesi Bassi: 2

1938-1939, 1947-1948
- Tweede Divisie: 1

1967-1968